# Valentia (province romaine)

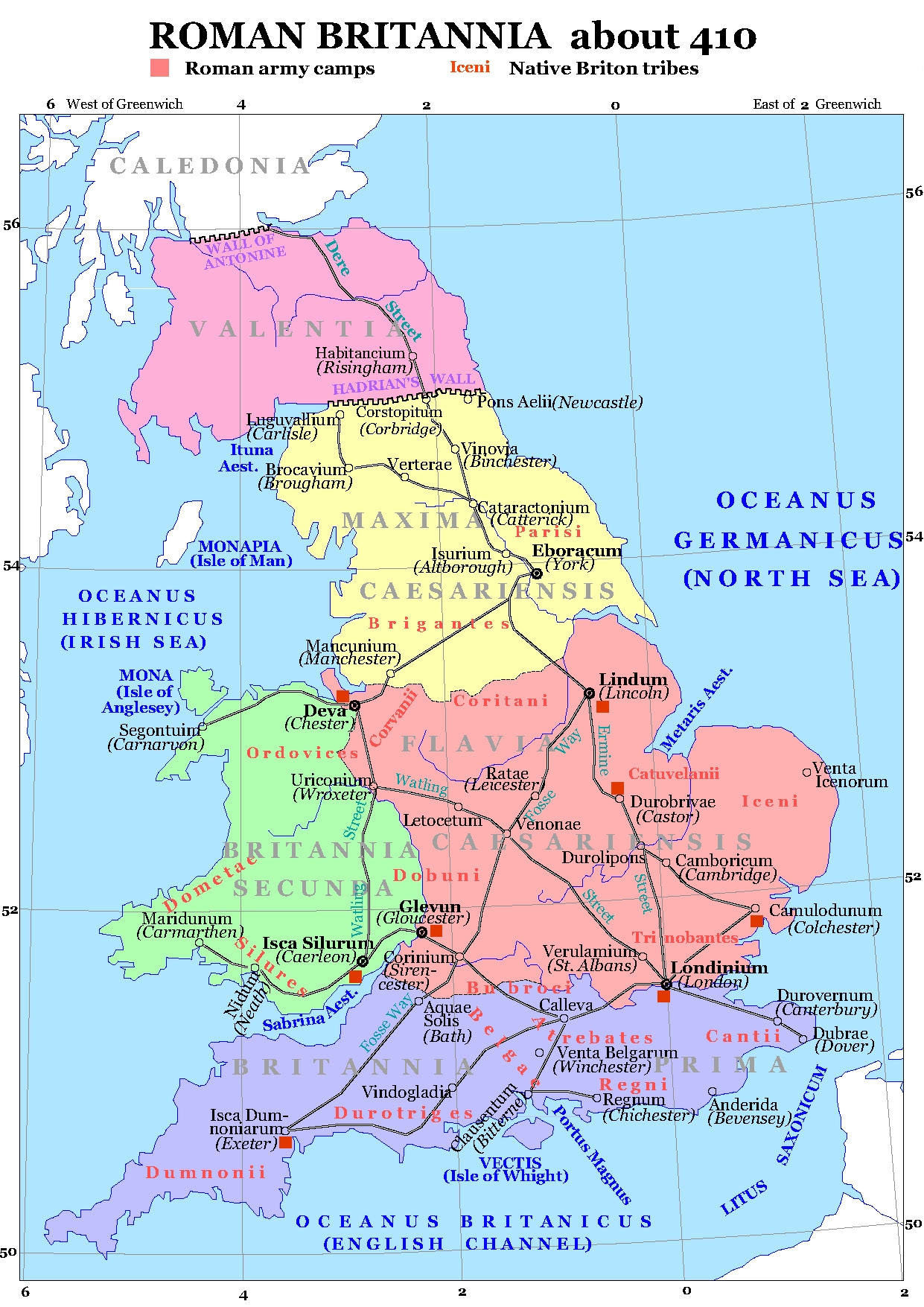
Valentia

La Valentia était une province romaine du diocèse des Bretagnes, donc la localisation est mal connue.

## Histoire
Créé à la suite de la réforme de Dioclétien, le diocèse des Bretagnes comprenait  les quatre provinces suivantes :
- Britannia prima
- Britannia secunda
- Maxima Caesariensis
- Flavia Caesariensis

Après la seconde moitié du IVe siècle; le diocèse des Bretagne comporte un cinquième province. Cette province, Valentia, a été nommée en l'honneur de l'empereur Valentinien Ier  à la suite de la restauration du pouvoir impérial par.Théodose l'Ancien en 367-367 en Bretagne. Sa localisation reste cependant inconnue. Eboracum ou Luguvalium (Carlisle) ont pu jouer le rôle de capitales provinciales.

### Antiquité romaine
- Province romaine,
- Liste de voies romaines,
- Antiquité tardive, Notitia dignitatum,
- Liste des diocèses de l'Empire romain tardif, Liste des provinces du Bas-Empire